# Jesina Calcio a 5 1999-2000
La pagina raccoglie i dati riguardanti la Jesina Calcio a 5, squadra di calcio a 5 militante in serie A, nelle competizioni ufficiali del 1999-2000.

## Organico
| N° | Naz.               | Ruolo | Sportivo                  | Anno     |  |  |
| -- | ------------------ | ----- | ------------------------- | -------- |  |  |
|    | Italia (bandiera)  |       | Alfredo Stronati          | --.--.-- |  |  |
|    | Italia (bandiera)  |       | Roberto Maggiori          | --.--.-- |  |  |
|    | Italia (bandiera)  |       | Matteo Raponi             | --.--.-- |  |  |
|    | Italia (bandiera)  |       | Sandro Fioretti           | 26.10.73 |  |  |
|    | Italia (bandiera)  |       | Davide Bilò               | 09.05.75 |  |  |
|    | Brasile (bandiera) |       | Grasiano Guerini          | 26.10.81 |  |  |
|    | Brasile (bandiera) |       | Flavio Monteiro do Amaral | 06.04.73 |  |  |
|    | Italia (bandiera)  |       | Andrea Bonucci            | 28.10.73 |  |  |
|    | Italia (bandiera)  |       | Marco Braconi             | 28.09.69 |  |  |
|    | Italia (bandiera)  |       | Andrea Maggiori           | --.--.68 |  |  |
|    | Italia (bandiera)  |       | Pietro Recchi             | --.--.-- |  |  |
|    | Italia (bandiera)  |       | Luca Maggiori             | --.-.73  |  |  |
|    | Italia (bandiera)  |       | Andrea Piccoli            | --.--.-- |  |  |
|    | Italia (bandiera)  |       | Francesco Tantucci        | --.-.--  |  |  |
|    | Italia (bandiera)  |       | Stefano Biagini           | 26.07.74 |  |  |
|    | Italia (bandiera)  |       | Gianluca D'Alessio        | --.--.-- |  |  |
|    | Italia (bandiera)  |       | Cristiano Pietrelli       | --.--.-- |  |  |